# کوقویسیات
کوقویسیات (به فرانسوی: Corveissiat) یک کمون در فرانسه است که در ان (اوورنی-رون-آلپ) واقع شده‌است. کوقویسیات ۲۲٫۶۹ کیلومتر مربع مساحت دارد ۴۶۰ متر بالاتر از سطح دریا واقع شده‌است.